# Holtålen
Gmina Holtålen (norw. Holtålen kommune) – norweska gmina leżąca w okręgu Trøndelag. Jej siedzibą jest miasto Ålen.
Holtålen jest 81. norweską gminą pod względem powierzchni.

## Demografia
Według danych z roku 2020 gminę zamieszkuje 1968 osób. Gęstość zaludnienia wynosi 1,62 os./km². Pod względem zaludnienia Holtålen zajmuje 332. miejsce wśród norweskich gmin.
| ludność stan na 4. kwartał 2020 |         |           |       |
|                                 | kobiety | mężczyźni | razem |
| osób                            | 980     | 988       | 1968  |
| %                               | 49,79%  | 50,21%    | 100%  |

| wykształcenie stan na 4. kwartał 2020, osoby powyżej 16 roku życia |        |         |        |        |
|                                                                    | podst. | średnie | wyższe | niezn. |
| osób                                                               | 408    | 867     | 356    | 5      |
| %                                                                  | 24,93% | 52,99%  | 21,76% | 0,30%  |

## Edukacja
Według danych z 2020:
- liczba szkół podstawowych (norw. grunnskolar): 2
- liczba uczniów szkół podst.: 220

## Władze gminy
Według danych na rok 2021 administratorem gminy (norw. rådmann) jest Marius Jermstad, natomiast burmistrzem (norw. ordfører, d. borgermester) jest Arve Hitterdal.